# Mistrovství Evropy v boxu 1949
VIII. mistrovství Evropy v boxu proběhlo v Oslu, Norsko ve dnech 13. až 18. června 1949. Organizátorem turnaje mistrovství Evropy byla  Association Internationale de Boxe Amateur (AIBA).

## Československá stopa
Závěrečná příprava na mistrovství Evropy probíhala týden na zámku Hubertus v Jílovišti u Prahy. Manažerům reprezentace dělala startost váha Júliuse Tormy. V případě, že by neshodil do welterové váhy do 66,7 kg přišel by o start František Švarko ve střední váze do 72,6 kg. A ve welterové váze nebyl k dispozici boxer (Vojtěch Kročák, Karol Blesák apod.) podobných kvalit Tormy či Švarka. Ve váze pérové do 57,2 kg nahradil Rudolf Kellner v nominaci úřadujícího mistra republiky Štefan Matejčíka.
Vedoucí výpravy: Oldřich Nádvorník, náčelník (manažer) reprezentace: Bedřich Opluštil. Na mistrovství Evropy nakonec cestoval s boxery pouze Oldřich Nádvorník. Roli trenéra sekundanta plnil Július Torma.
Na mistrovství Evropy startovalo za Československo 8 boxerů:
- −50,8 kg: František Majdloch (*1929) ze Sokola Hranice
- −53,5 kg: Ján Zachara (*1928) ze Sokola Slovena Trenčín
- −57,2 kg: Rudolf Kellner (*1926/27) ze Sokola Železničiari Bratislava
- −61,2 kg: Alois Petřina (*1923) ze Sboru národní bezpečnosti
- −66,7 kg: Július Torma (*1922) ze Sokola Partizánske
- −72,6 kg: František Švarko (*1923) ze Sokola Svit Batizovce
- −79,4 kg: Otakar Rademacher (*1926) z Armádního tělovýchovného klubu
- +79,4 kg: Bohumil Lívanský (*1923) ze Sokola Pardubice

## Výsledky
| Muži     | Zlato                   | Stříbro                      | Bronz                  | 4. místo                               |
| -------- | ----------------------- | ---------------------------- | ---------------------- | -------------------------------------- |
| –50,8 kg | Janusz Kasperczak (POL) | József Bednai (HUN)          | Hans Schmöller (AUT)   | Emile Delplanque (BEL)                 |
| –53,5 kg | Giovanni Zuddas (ITA)   | Henning Jensen (DEN)         | Salvador Vangi (FRA)   | Wilhelm Boyenen (NED)                  |
| –57,2 kg | Jacques Bataille (FRA)  | Louis van Hoeck (BEL)        | David Connell (IRL)    | Erkki Piispa (FIN)                     |
| –61,2 kg | Michael McCullagh (IRL) | Mohamed Ammi (FRA)           | Pavle Šovljanski (YUG) | Leif Madsen (DEN)                      |
| –66,7 kg | Július Torma (TCH)      | Victor Jörgensen (DEN)       | Guy Toupé (FRA)        | Frank Etienne (BEL)                    |
| –72,6 kg | László Papp (HUN)       | Stig Sjölin (SWE)            | Ivano Fontana (ITA)    | František Švarko (TCH)                 |
| –79,4 kg | Giacomo di Segni (ITA)  | Otakar Rademacher (TCH)      | Wilhelm Schagen (NED)  | Emile Mertens (BEL)                    |
| +79,4 kg | László Bene (HUN)       | Raymond Degl'Innocenti (FRA) | Uber Baccilieri (ITA)  | Tage Wahlström (FIN) Jeff Kloeck (BEL) |

pozn. František Švarko bývá zvláště v slovenském tisku uváděn na třetím místě. Poprvé na mistrovství Evropy totiž semifinalisté nebojovali o třetí místo. O třetím místě rozhodovala rozhodcovská komise podle klíče, který poražený boxer na ně nejlépe působil. Tak se například stalo, že v těžké váze nad 79,4 kg se na třetí místo dostal Ital Uber Baccilieri, který vypadl v úvodním kole s pozdějším vítězem Maďarem László Bene. Od tohoto systému rozhodování se od dalšího mistrovství Evropy ustoupilo a poražení semifinalisté dostávali automaticky bronzovou medaili. 

## Medailová bilance
V boxu se rozdělilo celkem 8 sad medailí.
| Pořadí | Stát                     |       | Muži    | Muži  | Muži | Celkem |
| Pořadí | Stát                     | Zlato | Stříbro | Bronz |      | Celkem |
| ------ | ------------------------ | ----- | ------- | ----- | ---- | ------ |
| 1.     | Maďarská republika (HUN) |       | 2       | 1     | 0    | 3      |
| 2.     | Itálie (ITA)             |       | 2       | 0     | 2    | 4      |
| 3.     | Francie (FRA)            |       | 1       | 2     | 2    | 5      |
| 4.     | Československo (TCH)     |       | 1       | 1     | 0    | 2      |
| 5.     | Irsko (IRL)              |       | 1       | 0     | 1    | 2      |
| 6.     | Polsko (POL)             |       | 1       | 0     | 0    | 1      |
| 7.     | Dánsko (DEN)             |       | 0       | 2     | 0    | 2      |
| 8.     | Belgie (BEL)             |       | 0       | 1     | 0    | 1      |
| 8.     | Švédsko (SWE)            |       | 0       | 1     | 0    | 1      |
| 10.    | Rakousko (AUT)           |       | 0       | 0     | 1    | 1      |
| 10.    | Jugoslávie (YUG)         |       | 0       | 0     | 1    | 1      |
| 10.    | Nizozemsko (NED)         |       | 0       | 0     | 1    | 1      |
| Celkem | Celkem                   |       | 8       | 8     | 8    | 24     |